# Argythamnia stahlii
Argythamnia stahlii är en törelväxtart som beskrevs av Ignatz Urban. Argythamnia stahlii ingår i släktet Argythamnia och familjen törelväxter. Inga underarter finns listade i Catalogue of Life.